# Shangguan Yunzhu
En una onomàstica xinesa Shangguan es el cognom i Yunzhu el nom.
Shangguan Yunzhu (xinès simplificat: 上官雲珠 ) (Changjing 1920 - Shanghai 1968) Actriu de teatre i cinema xinesa. Va ser una de les vint-i-dues estrelles del cinema xinès (actors i actrius) inclosa en la llista que va proposar el Ministeri de Cultura del moment i que d’alguna forma va ser aprovada pel primer ministre Zhou Enlai.

## Biografia
Shangguan Yunzhu, nascuda com Wei Junluo, va néixer el 2 de març de 1920 a Changjing, Jiangyin, província de Jiangsu (Xina). Wei Junluo va abandonar l'escola el 1936 i es va casar amb Zhang Dayan, mestre fill d'una família local rica, amb qui va tenir un fill, Zhang Qijian. Durant la segona guerra sino-japonesa la seva família i el seu marit va marxar a Shanghai. A Shangai, va trobar feina com a recepcionista en un estudi fotogràfic, però pel seu aspecte i fotogènnia excepcional, el seu cap la va seleccionar per ser model i va exposar les seves fotos a l'aparador.
Després del seu divorci el 1943, Shangguan es va casar amb el dramaturg Yao Ke amb qui va tenir una filla ,Yao Yao, i més tard es va tornar a divorciar i casar amb Cheng Shuyao amb qui va tenir un fill, Wei Ran.
El 1940 va entrar a l'escola d'Art Dramàtic de Huaguang i posteriorment a l'escola de formació d'actors de la Xinhua Film Company on a proposta del director Bu Wancang, va canviar el seu nom pel de Shangguan Yunzhu.

#### Carrera cinematogràfica
El 1940 va començar la seva carrera com a actriu teatral interpretant un paper de protagonista en l'obra "Lei Yu" (La Tempesta) de l'escriptor Cao Yu. A nivell cinematogràfic va començar a actuar en la pel·lícula Bride Hunter de Xu Xinfu produïda per la Huaxin Film Company i va entrar als estudis Yihua Company on el 1941 va rodar la seva primera pel·lícula "Fallen Rose" (玫瑰飄零) dirigida per Wu Wenchao i Wen Yimin.

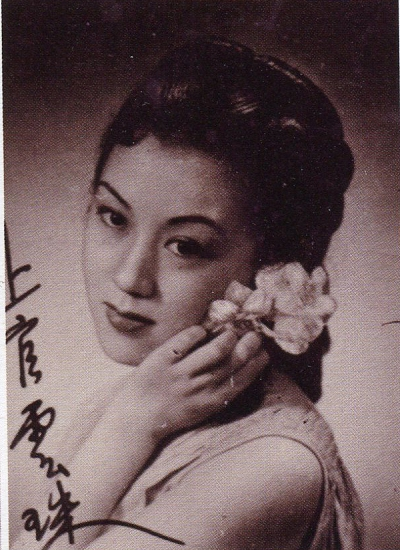
Shangguan 1940

La carrera cinematogràfica de Shangguan Yunzhu es pot dividir en dues etapes. Una primera, desprès dels seus èxits teatrals, en un període que va des de 1940 fins a1949, durant la República de la Xina on interpreta papers de cortesanes glamuroses i seductores com a Long Live the Mistress! del director Sang Hu, o Crows and Sparrows dirigida per Zheng Junli, fins un segon període un cop proclamada la República Popular, on passa a fer papers de dones lluitadores membres del Partit Comunista, castes i devotes. Durant tota la seva trajectòria va treballar amb els directors més importants del moment com Cai Chuseng, Shen Fu, Chen Liting, de l'etapa pre-comunista i amb altres , de l'etapa maoista, com Bai Chen que la va escollir per interpretar el paper d'una infermera revolucionaria en la pel·lícula The Story of South Island,, Xie Tieli i Xie Jin amb qui va rodar Two Stage Sisters un dels darrers films, on interpreta el paper d'una actriu acabada que veu arribar el final de la seva carrera.

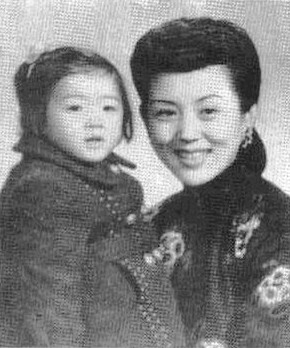
Shangguan amb la seva filla Yao Yao, finals anys 40.

Durant les campanyes tres-anti i cinc-anti accions de reforma realitzades pel govern de Mao Zedong, el marit de Shanghuan va ser acusat de malversació; es van divorciar i durant uns anys no va ser seleccionada per fer cap paper i va haver de dedicar-se al teatre, fins que el 1955 Bai Chen li va oferir un paper. A partir d'aquest moment va seguir en pel·lícules lligades als criteris del govern.

#### Revolució Cultural i Mao Zedong
Durant la Revolució Cultural dues pel·lícules que havia protagonitzat, Early Spring in February i Two Stage Sisters van ser considerades com "enormes grans males herbes verinoses" i ella classificada com a "dretana". Segons va explicar posteriorment el seu fill Wei Ran van saquejar la seva llar i va ser humiliada i insultada. Tampoc li va ajudar la seva suposada relació sentimental amb Mao amb la conseqüent persecució per part dels partidaris de l'ex actriu i quarta l'esposa de Mao, Jiang Qing.
Malalta de càncer i incapaç de suportar la humiliació i el patiment a les 3 de la matinada del 23 de novembre de 1968, va saltar per la finestra des del quart pis del seu pis. Va morir de camí a l'hospital. Aleshores només tenia 48 anys.

## Filmografia destacada
| Any  | Títol xinès        | Títol anglès                               | Paper             | Director                  |
| ---- | ------------------ | ------------------------------------------ | ----------------- | ------------------------- |
| 1940 | 王老虎搶親         | Bride Hunter                               |                   | Xu Xinfu                  |
| 1941 | 玫瑰飄零           | Five Rosy Girls/Fallen Rose                |                   | Wu Wenchao i Wen Yimin    |
| 1941 | 黑衣盜             | Robber in Black                            |                   | Chen Huanwen              |
| 1947 | 一江春水向東流     | The Spring River Flows East                | Wenyuan He        | Cai Chuseng i Zheng Junli |
| 1947 | 太太萬歲           | Long Live the Mistress!                    | Shi Mimi          | Sang Hu                   |
| 1947 | 天堂春夢           | Spring Dream of Heaven / Dream in Paradise |                   | Tang Xiaodan              |
| 1947 | 群魔               | Ghost                                      |                   | Xu Changlin               |
| 1947 | 亂世兒女           | Sons of Warfare                            |                   | Cheng Pukao               |
| 1948 | 萬家燈火           | Myriads of Lights                          | Mestressa de casa | Shen Fu                   |
| 1949 | 希望在人間         | Hope to the World                          |                   | Shen Fu                   |
| 1949 | 麗人行             | Three Girls                                | Jinmei            | Chen Liting               |
| 1949 | 烏鴉與麻雀         | Crows and Sparrows                         | Mrs Hua           | Zheng Junli               |
| 1949 | 三毛流浪記         | Wanderings of Three Hairs the Orphan       |                   | Zhao Ming i Yan Gong      |
| 1953 | 勞動花開           | Fruits of Labour                           |                   | Chen Liting               |
| 1955 | 南岛风云           | The Story of South Island                  | Ruohua            | Bai Chen                  |
| 1957 | 情长谊深           |                                            | Qiong Shao        | Xu Changlin               |
| 1959 | Jin tian wo xiu xi | Today Is My Day Off                        |                   | Ren Lu                    |
| 1959 | 春满人间           | Spring Reigns Everywhere                   |                   | Sang Hu                   |
| 1963 | 小铃铛             | Little Bell                                | Clienta           | Fangqian Chen             |
| 1963 | 早春二月           | Early Spring in February                   |                   | Xie Tieli                 |
| 1964 | 舞台姐妹           | Two Stage Sisters                          | Shang Shuihua     | Xie Jin                   |
| 1964 | 血碑               | Blood Monument                             |                   | Gao Heng                  |